# Coeliades menelik
Coeliades menelik is een vlinder uit de familie van de dikkopjes (Hesperiidae). De wetenschappelijke naam van de soort is voor het eerst gepubliceerd in 1932 door Henri Ungemach.

## Verspreiding
De soort komt voor in Ethiopië, Zuid-Soedan, Oeganda, Kenia en Tanzania.

## Ondersoorten
- Coeliades menelik menelik (Ungemach, 1932) (Zuidwest-Ethiopië, Zuid-Soedan, Oeganda)
- Coeliades menelik merua Evans, 1947 (Kenia)
  - = Coeliades keithloa merua Evans, 1947

## Etymologie
Menelik zou in de prehistorie een koning van Ethiopië zijn geweest.